# Badaling

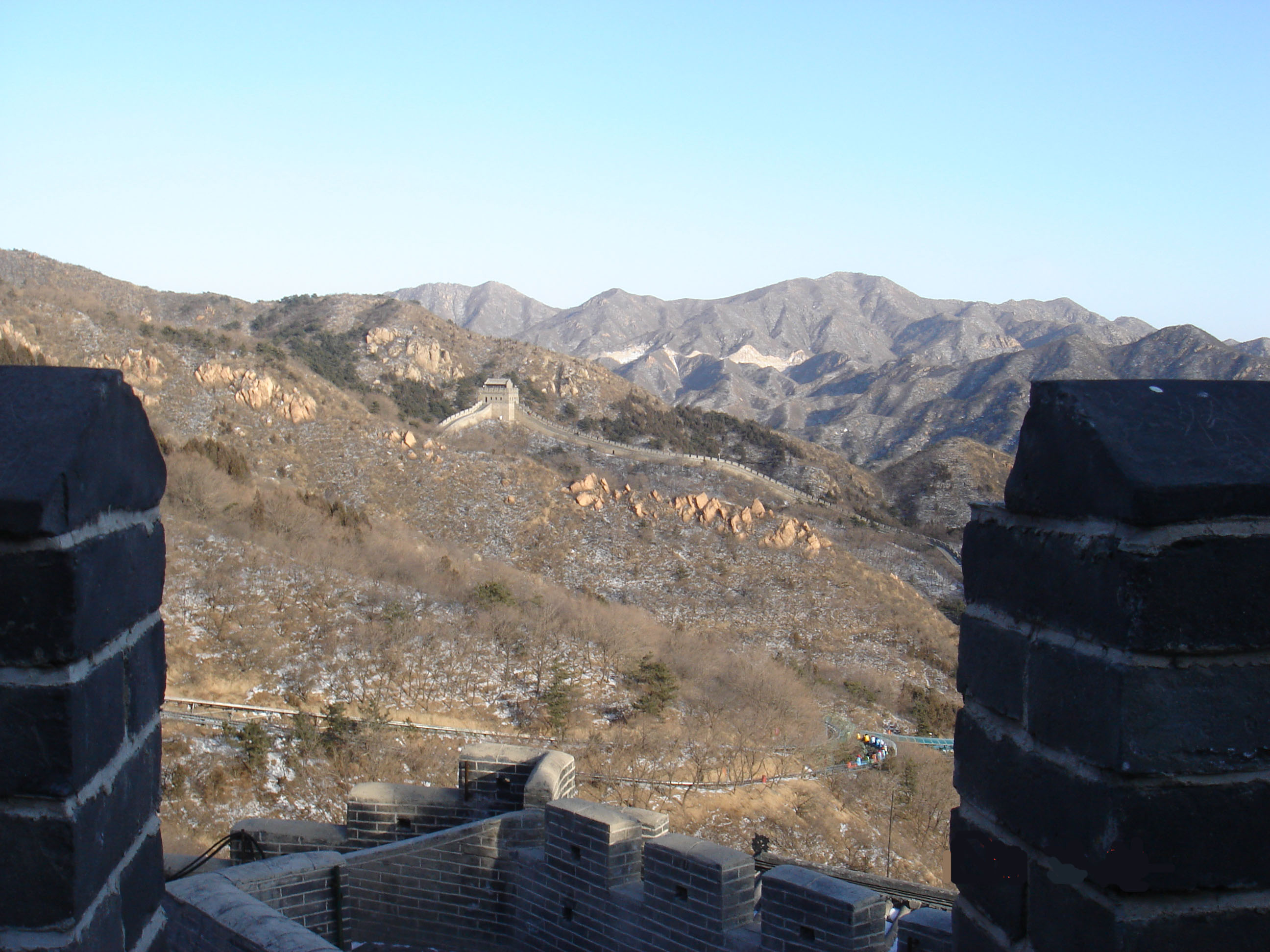
Panorámica de Badaling desde la Gran Muralla.

Badaling (en chino tradicional, 八達嶺; en chino simplificado, 八达岭; pinyin, Bādálǐng) es la sección más visitada de la Gran Muralla, situada en el condado de Yanqing aproximadamente a 80 kilómetros al noroeste del centro urbano de Pekín. Fue construida durante la dinastía Ming en 1505. El punto más elevado de Badaling es Beibalou (chino tradicional: 北八樓), con una altitud de 1015 m sobre el nivel del mar.
Esta sección de la muralla ha sido sometida a una profunda restauración y fue la primera parte abierta a los turistas, en 1957. Actualmente es visitada por millones de personas cada año y el área aledaña ha sido sometida a un importante desarrollo que incluye la construcción de hoteles, restaurantes y un teleférico. Recientemente se ha construido una autopista que conecta la zona con el centro de Pekín.
Fue visitado por el presidente Richard Nixon y su esposa, acompañados de Li Xiannian el 24 de febrero de 1972 durante su histórico viaje a China.
Badaling y la autopista cercana fueron el lugar donde finalizaron las pruebas de ciclismo en ruta de los Juegos Olímpicos de Pekín 2008. 